# Ono Hironobu
Hironobu Ono (sinh ngày 7 tháng 7 năm 1987) là một cầu thủ bóng đá người Nhật Bản.

## Sự nghiệp câu lạc bộ
Hironobu Ono đã từng chơi cho Mito HollyHock.